# Bill Flett
William Mayer Flett (Vermilion, 21 luglio 1943 – Edmonton, 12 luglio 1999) è stato un hockeista su ghiaccio canadese che nel corso della carriera ha giocato in National Hockey League.

## Carriera
Flett giocò a livello giovanile per tre stagioni con i Melville Millionaires nella lega di hockey del Saskatchewan. Esordì fra i professionisti nella stagione 1963-1964 nella Eastern Hockey League, mentre nelle tre stagioni successive vestì con successo la maglia dei Tulsa Oilers in Central Hockey League, farm team dei Toronto Maple Leafs. In quegli anni fece inoltre brevi apparizioni in American Hockey League e nella Western Hockey League.
Nell'estate del 1967 in occasione dell'NHL Expansion Draft Flett fu selezionato dai Los Angeles Kings, formazione con cui fece il proprio esordio in National Hockey League. Rimase a Los Angeles per quasi cinque stagioni con 193 punti ottenuti in 340 apparizioni, oltre a un breve prestito in AHL con gli Springfield Kings nella stagione 1969-1970. Soprannominato "Cowboy" per la sua passione per il rodeo Flett nel 1971 fu scelto per partecipare all'NHL All-Star Game.
Lasciati i Kings Flett si unì ai Philadelphia Flyers, la prima squadra dopo la fine dell'era delle Original Six capace di conquistare la Stanley Cup nella stagione 1973-1974. Conquistato il primo titolo in carriera Flett cambiò squadra giocando la stagione successiva con i Toronto Maple Leafs, mentre fino all'autunno del 1976 fu un giocatore degli Atlanta Flames.
Dalla stagione 1976-77 Flett lasciò la NHL trasferendosi nella World Hockey Association con gli Edmonton Oilers, squadra con cui concluse la propria carriera nel 1980 dopo la fusione della WHA con la NHL. Nonostante dei seri problemi con l'alcolismo superati da anni nel 1999 fu costretto a un trapianto di fegato, tuttavia l'organismo rigettò il nuovo organo e Flett morì pochi giorni dopo l'operazione a 55 anni di età.

## Palmarès

### Club
- Stanley Cup: 1

Philadelphia: 1973-1974

### Individuale
- NHL All-Star Game: 1

1971